# Chemins croisés
Cet article concerne film de George Tillman, Jr.. Pour le roman de Nicholas Sparks, voir Chemins croisés.
Pour plus de détails, voir Fiche technique et Distribution.
Chemins croisés, ou Le Plus Beau des chemins au Québec  (The Longest Ride), est un film américain réalisé par George Tillman Jr. dont la sortie a eu lieu en avril 2015 aux USA, en mai 2015 dans la francophonie à l’exception de la France où le film sort en juillet 2015. Le film a été tourné essentiellement en Caroline du Nord, notamment dans la ville de Jacksonville. Il s’agit de l’adaptation cinématographique du roman Chemins croisés de l’écrivain Nicholas Sparks.

## Synopsis
L’histoire d’amour de Luke, un champion de rodéo, et de Sophia, une étudiante à l’université qui aspire à travailler dans le monde de l’art à New York. Alors que leur couple est mis à l’épreuve par les difficultés de la vie, Sophia et Luke se lient d’amitié avec Ira, un vétéran de la Seconde Guerre mondiale qui leur raconte son propre parcours amoureux tumultueux et fusionnel.

## Fiche technique
- Titre original : The Longest Ride
- Titre français : Chemins croisés
- Titre québécois : Le Plus Beau des chemins
- Réalisation : George Tillman Jr.
- Scénario : Craig Bolotin, d’après l’œuvre de Nicholas Sparks
- Direction artistique : Geoffrey S. Grimsman
- Décors : Mark Garner
- Casting : Lindsay Graham
- Costumes : Mary Claire Hannan
- Photographie : David Tattersall
- Son : David Betancourt
- Montage : Jason Ballantine
- Musique : Tyler Bates
- Production :  Nicholas Sparks, Marty Bowen, Wyck Godfrey
- Société de production : Fox 2000 Pictures, Temple Hill Entertainment
- Distribution : 20th Century Fox
- Budget :
- Pays d’origine :  États-Unis
- Langue originale : anglais
- Format : couleur – sépia – 2,35:1 – son Dolby Digital 5.1
- Durée : 128 minutes
- Genres : dramatique, romantique
- Dates de sortie :
  -  États-Unis : 10 avril 2015
  -  Belgique : 6 mai 2015
  -  France : 15 juillet 2015

## Distribution
- Brittany Robertson (VQ : Sarah-Jeanne Labrosse) : Sophia Danko
- Scott Eastwood (VQ : Nicolas Charbonneaux-Collombet) : Luke Collins
- Alan Alda (VQ : Mario Desmarais) : Ira
- Jack Huston (VQ : Maël Davan-Soulas) : Ira jeune
- Oona Chaplin (VQ : Eloisa Cervantes) : Ruth
- Melissa Benoist (VQ : Kim Jalabert) : Marcia
- Lolita Davidovich (VQ : Anne Bédard) : Linda Collins
- Gloria Reuben : Adrienne Francis
- Patrick Fugit : Eric
- Brett Edwards : Jared Midelton
- Hunter Burke : David Stein
- Lesley-Anne Down : Arlene
- Alina Lia : Brooke
- Barry Ratcliffe : Commissaire-priseur

 Source et légende : version québécoise (VQ) sur Doublage.qc.ca

Photos des acteurs principaux
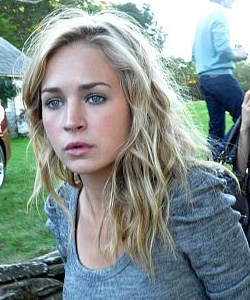
Brittany Robertson dans le rôle de Sophia Danko.
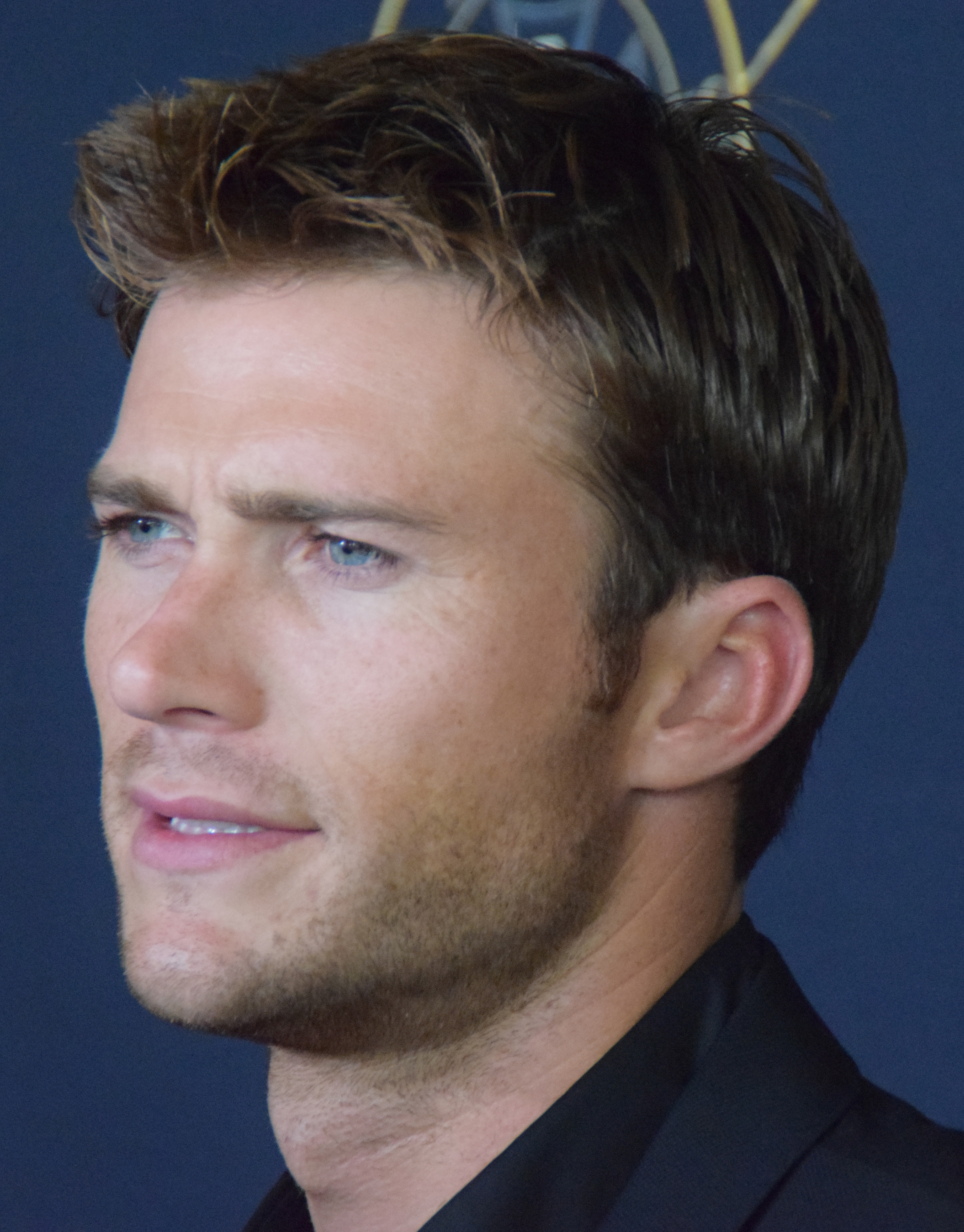
Scott Eastwood dans le rôle de Luke Collins.
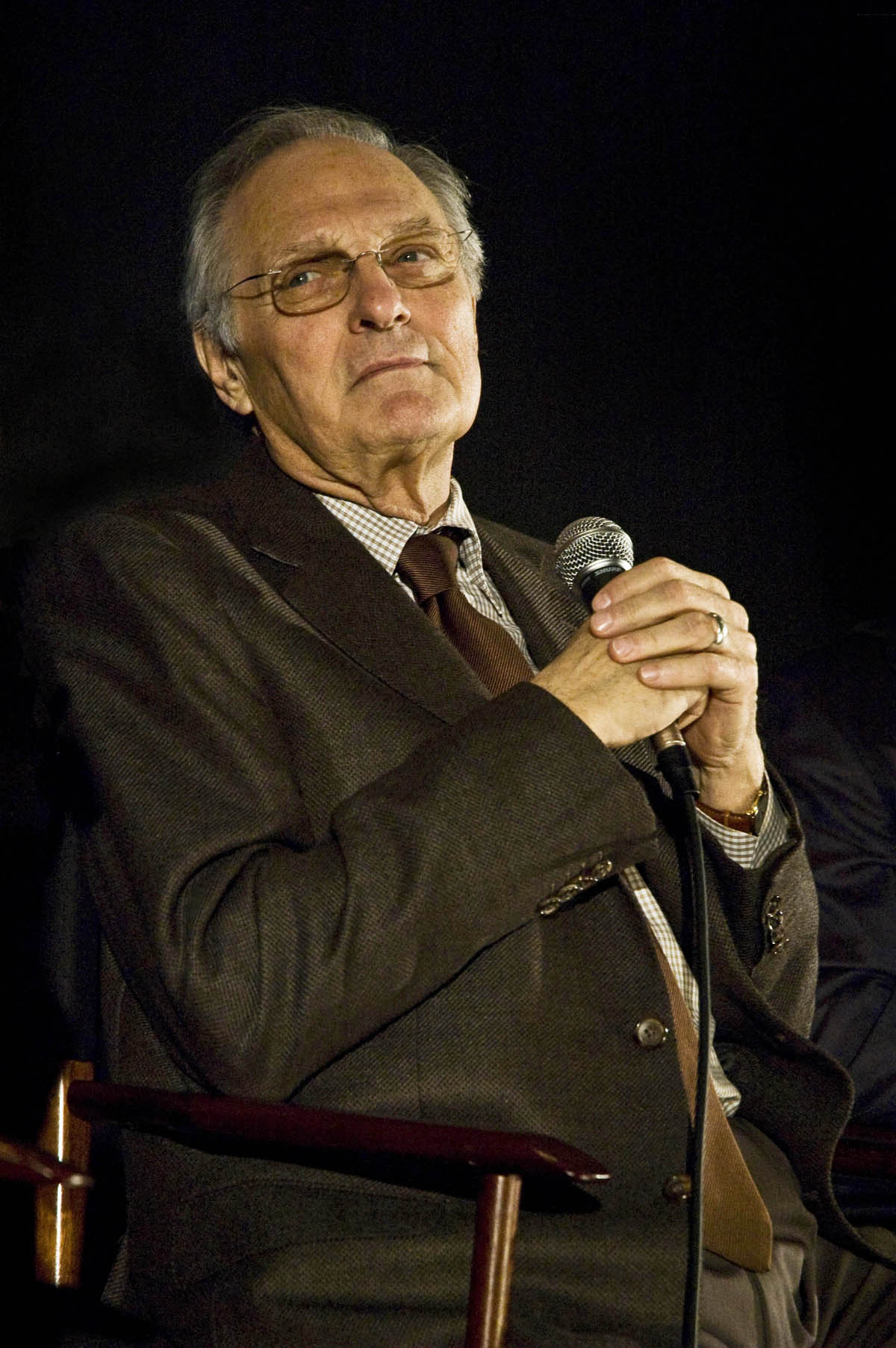
Alan Alda dans le rôle d'Ira âgé.
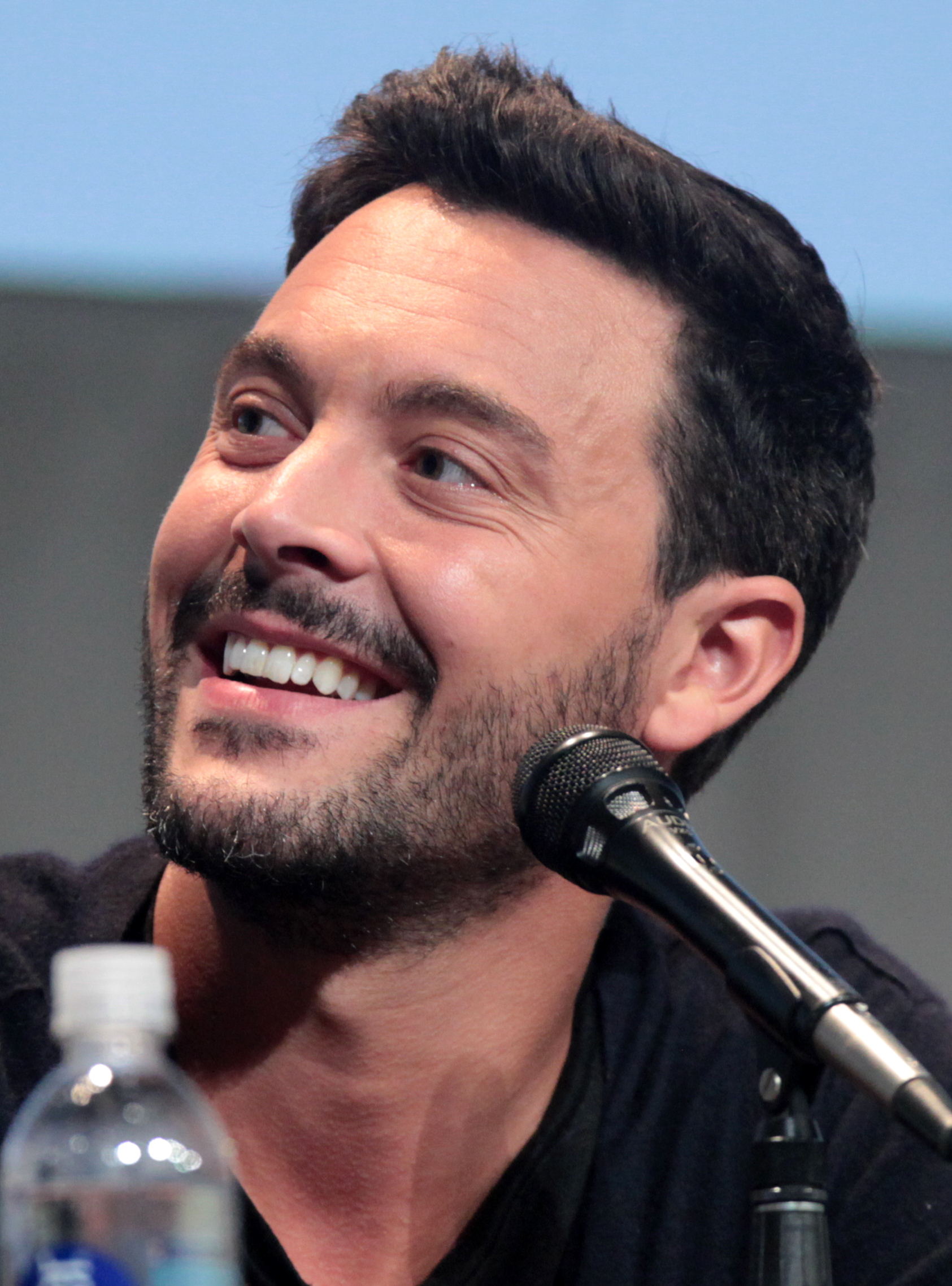
Jack Huston dans le rôle d'Ira.
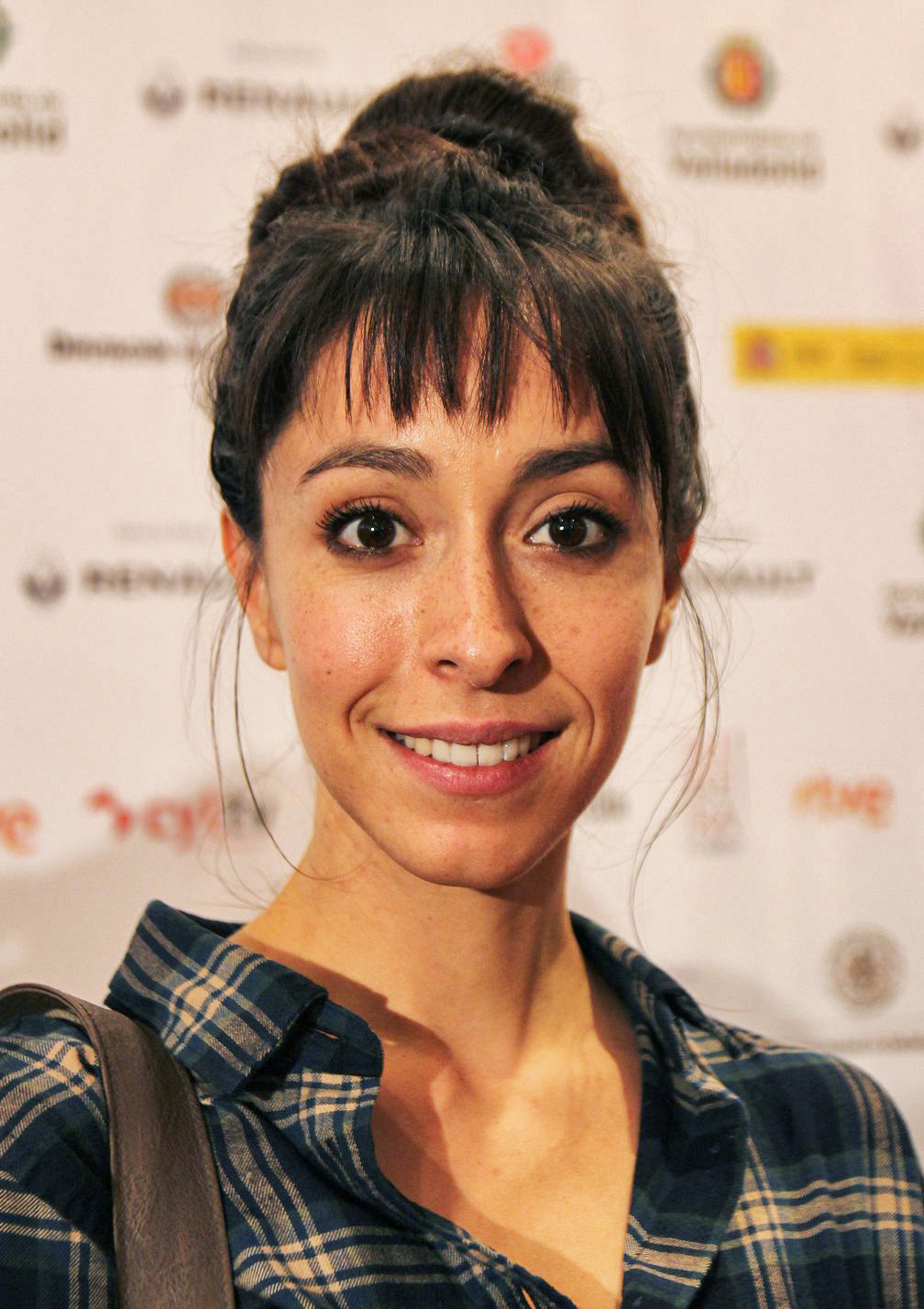
Oona Chaplin dans le rôle de Ruth.

## Autour du film
Parmi les principaux acteurs du film, on trouve Scott Eastwood, fils de Clint Eastwood, et Oona Chaplin, petite-fille de Charlie Chaplin. Scott Eastwood apparaît enfin sous sa véritable identité à l’affiche ; il était alors davantage connu sous le nom de Scott Reeves.

### Chansons du film
1. Wildfire interprété par Seafret
2. Blue Eyes interprété par Middle Brother
3. Sleep With A Stranger interprété par Nikki Lane
4. Learn It All Again Tomorrow interprété par Ben et Ellen Harper
5. Backwoods Company interprété par The Wild Feathers
6. I Feel a Sin Comin' On interprété par Pistol Annies
7. Oh, Tonight (feat. Kacey Musgraves) interprété par Josh Abbott Band
8. Show Pony interprété par Black Pistol Fire
9. Dancing to the Radio interprété par Adanowsky
10. Love Like This interprété par Kodaline
11. Desire interprété par Ryan Adams

## Distinctions

### Récompenses
- Teen Choice Awards 2015 :
  - Meilleur acteur dramatique pour Scott Eastwood

### Nominations
- Teen Choice Awards 2015 :
  - Meilleur film dramatique
  - Meilleure actrice dramatique pour Brittany Robertson
  - Meilleure révélation pour Scott Eastwood